# ワイルドモア
ワイルドモアは日本の競走馬。おもな勝ち鞍は、皐月賞・弥生賞・スプリングステークス。
尾形四天王（ほかはミノル（朝日杯3歳ステークス）・ハクエイホウ（日本短波賞）・メジロアサマ（天皇賞・安田記念））の一頭で、それ以外の同期にはダイシンボルガード（東京優駿）・アカネテンリュウ（菊花賞）・トウメイ（天皇賞・有馬記念）・リキエイカン（天皇賞）らがいる昭和44年（1969年）世代。

## 戦績
中央競馬で競走生活を送る。2戦目こそ5着敗退したとは言え、デビュー戦大差勝ちと3歳（当時表記）から非凡なところを見せ、尾形四天王と呼ばれた中で一歩リードしてクラシックに臨んだ。皐月賞を森安重勝騎手の巧みな逃げで優勝。だが骨折で後のクラシックを棒に振った。弥生賞・スプリングステークスにも勝利し、500キログラムを超す雄大な馬格から「天馬の逃げ」と評された。骨折休養明けは、クモハタ記念で3着入着以外は重賞舞台で思う様に好成績を挙げられず、引退直前に700万円条件のUHB賞を勝った以外は勝ち鞍を稼げずじまいであった。骨折自体は完治していたが、精神面の後遺症からか往時の輝きはすでになかった。

## 引退後
引退後はヒンドスタンの後継種牡馬として、供用先の青森県ではそこそこの人気を博した。中央競馬で成功した馬はいないものの、地方競馬で活躍馬（デンタルプリンス・リュウイソー・アサヒテルヒカリ）を輩出していたこともあり、種付け件数は毎年50頭前後と競走実績の割には多い方である。そのワイルドモアもアクシデントには勝てず、1983年3月15日に頚椎骨折のためこの世を去った。

## 血統表
| ワイルドモアの血統（ボワルセル系 / Udanipur (Umidwar) 3×3=25.00%、Solario3×5=15.63%、Pharos5×4=9.38%（母内）） | ワイルドモアの血統（ボワルセル系 / Udanipur (Umidwar) 3×3=25.00%、Solario3×5=15.63%、Pharos5×4=9.38%（母内）） | ワイルドモアの血統（ボワルセル系 / Udanipur (Umidwar) 3×3=25.00%、Solario3×5=15.63%、Pharos5×4=9.38%（母内）） | （血統表の出典）  | （血統表の出典） |
| 父 *ヒンドスタン Hindostan 1946 黒鹿毛                                                                         | 父の父Bois Roussel 1935 黒鹿毛                                                                                 | Vatout | Prince Chimay     | Prince Chimay    |
| 父 *ヒンドスタン Hindostan 1946 黒鹿毛                                                                         | 父の父Bois Roussel 1935 黒鹿毛                                                                                 | Vatout | Vasthi            |                  |
| 父 *ヒンドスタン Hindostan 1946 黒鹿毛                                                                         | 父の父Bois Roussel 1935 黒鹿毛                                                                                 | Plucky Liege                                                                                                   | Spearmint         | Spearmint        |
| 父 *ヒンドスタン Hindostan 1946 黒鹿毛                                                                         | 父の父Bois Roussel 1935 黒鹿毛                                                                                 | Plucky Liege                                                                                                   | Concertina        |                  |
| 父 *ヒンドスタン Hindostan 1946 黒鹿毛                                                                         | 父の母Sonibai 1939 鹿毛                                                                                        | Solario | Gainsborough      | Gainsborough     |
| 父 *ヒンドスタン Hindostan 1946 黒鹿毛                                                                         | 父の母Sonibai 1939 鹿毛                                                                                        | Solario | Sun Worship       |                  |
| 父 *ヒンドスタン Hindostan 1946 黒鹿毛                                                                         | 父の母Sonibai 1939 鹿毛                                                                                        | Udaipur | Blandford         | Blandford        |
| 父 *ヒンドスタン Hindostan 1946 黒鹿毛                                                                         | 父の母Sonibai 1939 鹿毛                                                                                        | Udaipur | Uganda            |                  |
| 母 *ジェッタ Jetta 1960 鹿毛                                                                                   | 母の父Nearula 1950 鹿毛                                                                                        | Nasrullah | Nearco            | Nearco           |
| 母 *ジェッタ Jetta 1960 鹿毛                                                                                   | 母の父Nearula 1950 鹿毛                                                                                        | Nasrullah | Mumtaz Begum      |                  |
| 母 *ジェッタ Jetta 1960 鹿毛                                                                                   | 母の父Nearula 1950 鹿毛                                                                                        | Respite | Flag of Truce     | Flag of Truce    |
| 母 *ジェッタ Jetta 1960 鹿毛                                                                                   | 母の父Nearula 1950 鹿毛                                                                                        | Respite | Orama             |                  |
| 母 *ジェッタ Jetta 1960 鹿毛                                                                                   | 母の母Jet Plane 1946 鹿毛                                                                                      | Umidwar | Blandford         | Blandford        |
| 母 *ジェッタ Jetta 1960 鹿毛                                                                                   | 母の母Jet Plane 1946 鹿毛                                                                                      | Umidwar | Uganda            |                  |
| 母 *ジェッタ Jetta 1960 鹿毛                                                                                   | 母の母Jet Plane 1946 鹿毛                                                                                      | Light Velocity                                                                                                 | Pharos            | Pharos           |
| 母 *ジェッタ Jetta 1960 鹿毛                                                                                   | 母の母Jet Plane 1946 鹿毛                                                                                      | Light Velocity                                                                                                 | So Quick F-No.1-p |                  |

半妹アサヒタマナーの子にアサヒエンペラー、曾孫にアサヒライジングがいる。